# 11623 Kagekatu
11623 Kagekatu eller 1996 TC10 är en asteroid i huvudbältet som upptäcktes den 8 oktober 1996 av den japanske amatörastronomen Tomimaru Okuni vid Nanyō-observatoriet. Den är uppkallad efter Kagekatu Uesugi.